# Anampses femininus
Anampses femininus е вид лъчеперка от семейство Labridae. Видът е незастрашен от изчезване.

## Разпространение и местообитание
Разпространен е в Австралия, Нова Каледония, Питкерн, Тонга, Френска Полинезия и Чили.
Среща се на дълбочина от 10 до 30 m, при температура на водата от 22,5 до 28,5 °C и соленост 34,5 – 35,6 ‰.

## Описание
На дължина достигат до 24 cm.
Популацията на вида е стабилна.